# 豹頭海豬魚
豹頭海豬魚，為輻鰭魚綱鱸形目隆頭魚亞目隆頭魚科的其中一種，分布於印度西太平洋區，從印度至印尼蘇門答臘島海域，棲息深度2-10公尺，體長可達11.2公分，棲息在沙石底質的礁石區海域，生活習性不明。